# William Bukový

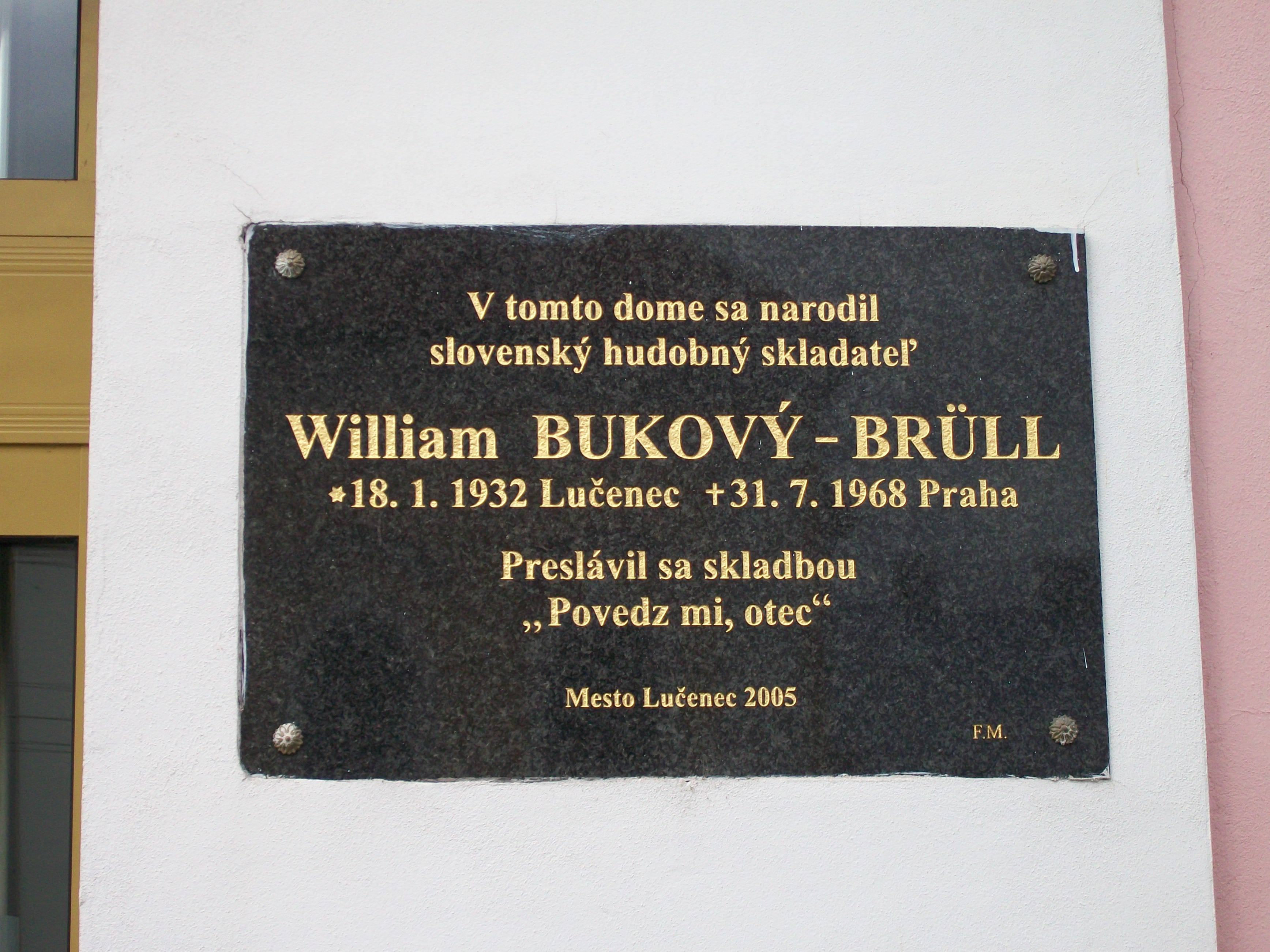
Gedenktafel für William Bukový am Geburtshaus in Lučenec (2005)

William Bukový (* 18. Januar 1932 in Lučenec; † 31. Juli 1968 in Prag) war ein slowakisch-tschechischer Komponist.

## Leben
Als Viliam Brüll im slowakischen Lučenec geboren, musste er in der Kindheit ab 1942 mit seiner Familie im kleinen Dorf Krná versteckt leben, um die für Juden bestehende große Gefahr der Deportation zu vermindern. Nach Kriegsende änderten alle den Familiennamen auf Bukový. Nach privatem Musikunterricht und dem Abschluss des Gymnasiums in seiner Geburtsstadt studierte er 1952–1956 Musikpädagogik an der Philosophischen Fakultät der Karls-Universität in Prag. Seine kompositorische Ausbildung betrieb er autodidaktisch, wobei er markante Einflüsse durch die gemäßigte Moderne des 20. Jahrhunderts erhielt (Leoš Janáček, Eugen Suchoň, Ján Cikker, Igor Strawinsky, Sergej Prokofjew, Béla Bartók, Arthur Honegger u. a.). Noch während des Studiums trat er 1955 als Schauspieler in einer Nebenrolle in der Spielfilmkomödie Hudba z Marsu (Musik vom Mars) von Ján Kadár und Elmar Klos auf. Er blieb in Prag und widmete sich zunächst vor allem der Komposition und dem Arrangement von Werbespots, Tanzmusik und Schlagern, die von Künstlern wie Rudolf Cortés, Karel Gott, Hana Hegerová, Rudolf Pellar und Eva Pilarová interpretiert wurden. Bald wurde er sowohl als Ballett- als auch als Schauspiel- und Filmmusikkomponist geschätzt, wobei er damit nicht nur in der damaligen ČSSR, sondern auch im Ausland (u. a. Frankreich, USA) Erfolg hatte.
Bei seiner Arbeit bediente Bukový sich sowohl traditioneller instrumentaler Mittel als auch für kurze Zeit der Elektroakustik und von Elementen der Musique concrète. In Frankreich schrieb er u. a. die Musik zu Armand Gattis Dramen Le Poisson noir (Der schwarze Fisch, 1957) und Chant public devant deux chaises électriques (Öffentlicher Gesang vor zwei elektrischen Stühlen, 1964), das 1966 am damals in Paris ansässigen Théâtre National Populaire Premiere hatte. Während seiner gesamten Laufbahn war der Film Bukovýs wichtigstes Betätigungsfeld. Er schuf die Musik zu rund siebzig Filmen, wobei neben seiner Musik zu Spiel- und Dokumentarfilmen ein Schwerpunkt der Vertonung von Trickfilmen galt. Seit 1959 pflegte er auf diesem Gebiet eine enge Zusammenarbeit mit dem tschechischen Puppenspieler, Animator und Filmregisseur Břetislav Pojar. 1963 gewann Bukový den „Darius Milhaud Award“ für seine Musik zu Boxer a smrť (Boxer und Tod) beim San Francisco International Film Festival. William Bukový starb im Alter von nur 36 Jahren in Prag. Er wurde auf dem Neuen Jüdischen Friedhof in Prag–Olšany bestattet.

## Werke (Auswahl)

### Ballette
- Hiroshima. Ballett in einem Akt, Libretto: Vladimír Vašut (1962), auch bekannt unter den Titeln Ordnung oder Das Gewissen[7]
- Mann 713. Ballett (1964)
- Faust. Ballett nach einem eigenen Libretto (1966)

### Instrumentalmusik
- Konzert für Violoncello und Orchester

### Lied
- Liederzyklus nach Gedichten von Ludvík Aškenazy

### Schlager, Chansons
- Bambus a řeka
- Buffalo Bill
- Souvenir z Montmartru
- Zeď vzpomínek
- Jak vypadá čas
- Městem jde naděje
- Dejte mi vodu
- Povedz mi otec

### Filmmusik
- Lev a písnička (Der Löwe und das Lied), Regie: Břetislav Pojar (1959)
- U nás v Mechově (Bei uns in Mechov), Regie: Vladimír Sís (1960)
- O botičkách, copánku a dudlíku (Über Schuhe, Zopf und Schnuller). Regie: Drahoslav Holub (1961)[8]
- Boxer a smrť (Der Boxer und der Tod). Regie: Peter Solan (1962)
- Postava k podpirani (Josef Kilian). Regie: Pavel Juráček und Jan Schmidt (1963)[9]
- Krtek a autíčko (Der kleine Maulwurf und sein Auto), Regie: Zdeněk Miler
- Le temps dʼune image (Die Zeit eines Bildes). Regie: Mohamed Lakhdar-Hamina (1964)
- Nikdo se nebude smat (Niemand wird lachen). Regie: Hynek Bočan (1965)[10]
- Finský nůž (Finnisches Messer), Regie: Zdenek Sirový
- Potkali se u Kolína (Sie trafen einander bei Kolín), Regie: Břetislav Pojar (1965)
- Hra bez pravidel (Spiel ohne Regeln), Regie: Jindřich Polák (1967)